# Espace subarachnoïdien
Dans le système nerveux central, l'espace subarachnoïdien (anciennement espace sous-arachnoïdien ou cavité sous-arachnoïdienne) est l'espace situé entre l'arachnoïde et la pie-mère.
Il est occupé par un tissu spongieux constitué de travées qui sont de délicats filaments de tissu conjonctif qui prolongent l'arachnoïde pour se fondre dans la pie-mère, et de canaux communiquant entre eux et contenant le liquide cérébrospinal (LCS).

## Structure
Cet espace occupe un faible volume à la surface des hémisphères cérébraux. Au sommet des gyrus, la pie-mère et l'arachnoïde sont en contact étroit, mais dans les sillons séparant les gyrus se trouvent des interstices de forme triangulaire, occupés par le tissu trabéculaire sous-arachnoïdien. Alors que la pie-mère suit de près la surface du cerveau en plongeant dans les sillons, l'arachnoïde forme des ponts de gyrus en gyrus.
Dans certaines régions de la base du cerveau, l'arachnoïde est séparé de la pie-mère par de larges intervalles, appelés les citernes, qui communiquent librement les unes avec les autres ; le tissu sous-arachnoïdien y est moins abondant. L'arachnoïde, et avec elle l'espace sous-arachnoïdien, se prolonge vers le bas autour de la moelle spinale.

## Fonction
L'espace sous-arachnoïdien constitue l'interface entre vaisseaux et LCS et joue ainsi un rôle essentiel dans la barrière hémato-encéphalique, aussi bien à l'étage cérébral que médullaire.